# Estação Pedro II
A Estação Pedro II é uma estação da Linha 3–Vermelha do Metrô de São Paulo. Foi inaugurada em 23 de agosto de 1980. Está localizada na Rua da Figueira, s/nº.

## Histórico

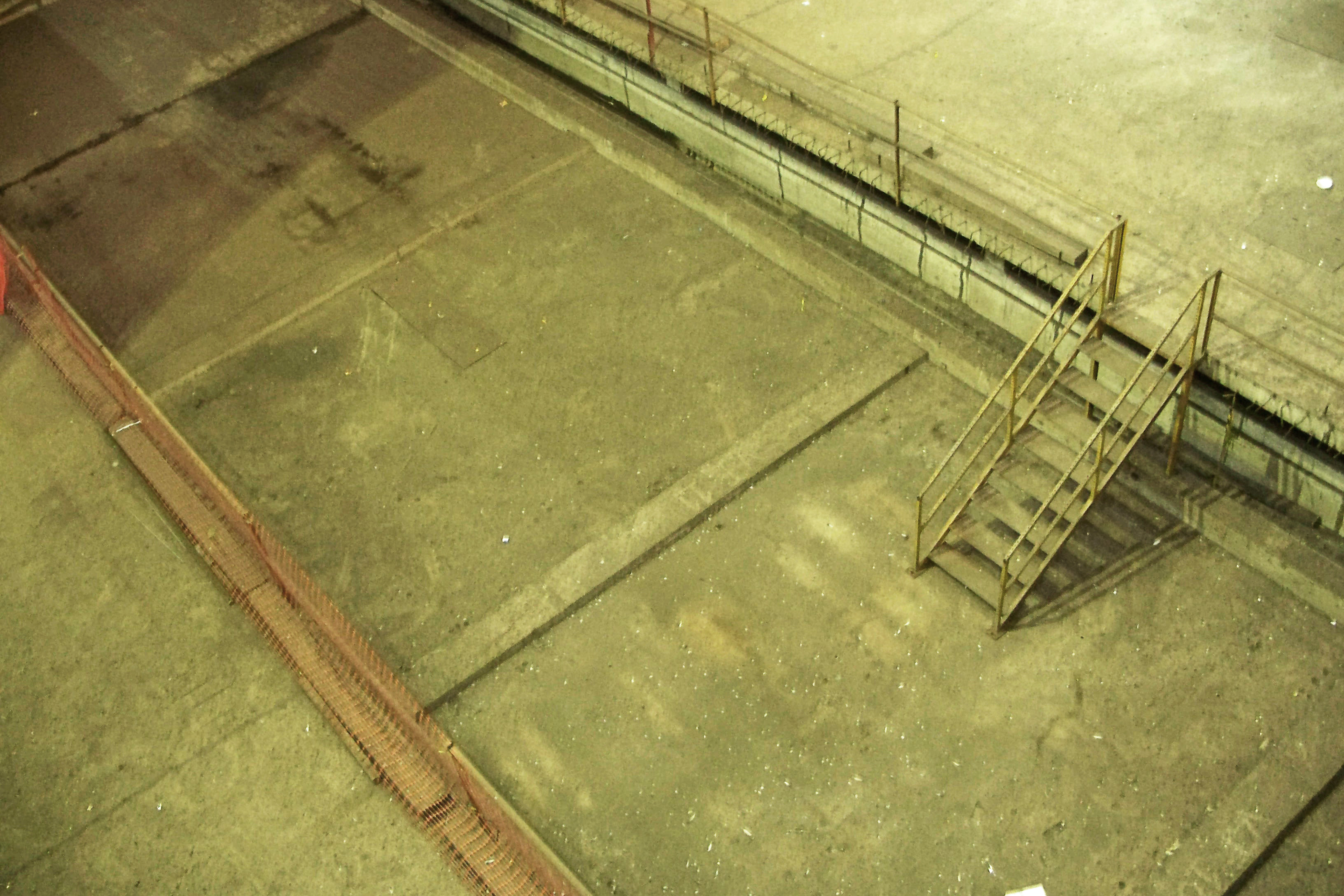
Leito de plataforma abandonado, que serviria para a Linha Sudeste–Sudoeste, que não chegou a sair do papel

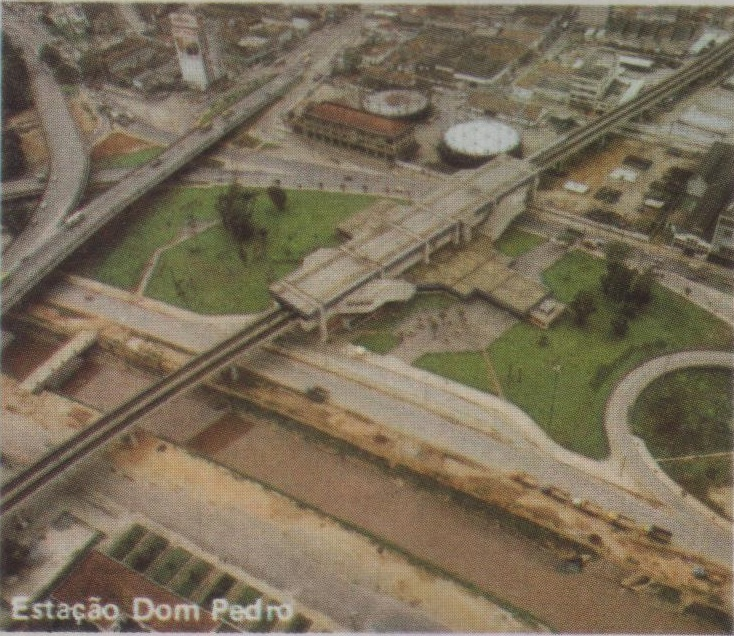
Vista aérea da estação Pedro II em 1982

Projetada para ser a primeira estação do ramo leste da Linha 3–Vermelha e a estação de transferência da Linha Sudeste–Sudoeste (atual Linha 4-Amarela, que na época era projetada para ligar o Caxingui a Delamare), não se esperava um volume grande de passageiros enquanto essa linha não fosse construída. A estação foi projetada também para ficar protegida das enchentes que até então eram corriqueiras às margens do Rio Tamanduateí, que passa próximo, por isso ela foi construída acima do nível da maior enchente já registrada ali. As paredes externas não foram impermeabilizadas, devido ao uso de um concreto especial, classificado pelos engenheiros de "importante inovação". O entorno da estação deveria ter se tornado um parque nos moldes do Parque Trianon, na região da Avenida Paulista.
Embora o trecho Sé–Brás tenha sido inaugurado em março de 1979, a estação Pedro II seguiu em obras até agosto de 1980, com os trens passando por ali sem fazer paradas. A inaguração deu-se em 24 de agosto, junto com a Estação Bresser. A fita de inauguração foi cortada pelo então governador Paulo Maluf, que também descerrou uma placa comemorativa.
Em 1996, foi constatado que a estação tinha alguns pequenos problemas de estrutura, que geraram um pequeno degrau na escada de acesso à plataforma no sentido Itaquera. Com isso, o Metrô e o Instituto de Pesquisas Tecnológicas fizeram testes de carga que interditaram a escada, assim como a escada rolante ao lado, para verificar o comportamento da estrutura. Isso gerou preocupação em alguns passageiros, mas um porta-voz do Metrô garantiu: "Não existe a menor possibilidade de um acidente com a estação."

## Características
Estação com piso de distribuição no nível da rua, sob plataformas laterais elevadas, estrutura em concreto aparente e cobertura espacial metálica treliçada. Possui acesso para pessoas portadoras de deficiência. No seu mezanino, possui clarabóia que permite a visão do que seria a plataforma da estação que ali seria instalada da Linha Sudeste–Sudoeste, que, depois de revisada, veio a se tornar a Linha 4–Amarela. Tem capacidade de até vinte mil passageiros por dia e área construída de 9.535 m², divididos em 3.300 para a Linha 3–Vermelha, 1.500 para o mezanino de distribuição e 4.500 para a plataforma da linha que não se concretizou.

## Tabela
| Linha      | Terminais                                    | Estações | Principais destinos                                                                                          | Duração das viagens (min) | Intervalo entre trens (min) | Funcionamento                                                      |
| ---------- | -------------------------------------------- | -------- | --- | ------------------------- | --------------------------- | ------------------------------------------------------------------ |
| 3 Vermelha | Palmeiras–Barra Funda ↔ Corinthians–Itaquera | 18       | Barra Funda, Santa Cecília, República, Sé, Brás, Belém, Tatuapé, Penha, Vila Matilde, Arthur Alvim, Itaquera | 40                        | 2                           | Diariamente, das 4h40 à 0h00. Aos sábados, até a 1 hora de domingo |

| Sigla | Estação  | Inauguração          | Capacidade                   | Integração                     | Plataformas | Posição | Notas                                                                 |
| ----- | -------- | -------------------- | ---------------------------- | ------------------------------ | ----------- | ------- | --------------------------------------------------------------------- |
| PDS   | Pedro II | 23 de agosto de 1980 | 20 mil passageiros hora/pico | Expresso Tiradentes da SPTrans | Laterais    | Elevada | Teria integração com a Linha Sudeste–Sudoeste (atual Linha 4–Amarela) |